# Portland
Portland es una ciudad del estado de Oregón en el noroeste de Estados Unidos, junto a los ríos Columbia y Willamette. Tiene una población estimada en 2015 de 632 309 habitantes y es la ciudad más poblada del estado de Oregón y la tercera más grande en la región del Pacífico Noroeste, tras Seattle y Vancouver. Su área metropolitana, que posee una población de 2 226 009 habitantes, según el censo de 2010, siendo la vigésima cuarta área metropolitana más poblada de Estados Unidos.
Fue nombrada[cita requerida] la «ciudad verde» por ser una de las ciudades más ecológicas de Estados Unidos. Conocido mundialmente como un centro de arte, cultura y comercio, en Portland viven muchos artistas y creadores.[cita requerida]

## Historia

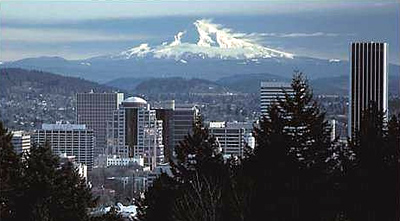
Horizonte de Portland con el Monte Hood detrás.

### Prehistoria
Durante el periodo prehistórico, la tierra que se convertiría en Portland quedó inundada tras el colapso de las presas glaciares del lago Missoula, en lo que más tarde se convertiría en Montana. Estas inundaciones masivas se produjeron durante la última glaciación y llenaron el valle de Willamette de 91 a 122 m de agua.
Antes de la llegada de los colonos estadounidenses en el siglo XIX, el territorio estuvo habitado durante siglos por dos grupos de indígenas chinook: los multnomah y los clackamas.Meriwether Lewis y William Clark documentaron por primera vez en 1805 la ocupación del territorio por los chinook. Antes de la colonización europea, la cuenca de Portland, en los valles del bajo río Columbia y del río Willamette, era una de las regiones más densamente pobladas de la costa del Pacífico.

### Establecimiento
Portland empezó en un lugar conocido como «El Vaciar», que estaba a medio camino de Oregón City, asentamiento de 1829 y el Fuerte Vancouver, establecido por la Compañía de la Bahía de Hudson en 1824. En 1843, William Overton vio gran potencial comercial en esta tierra, pero careció de los fondos requeridos para reclamar un terreno. Overton cerró un trato con su socio Asa Lovejoy de Boston, Massachusetts: por veinticinco céntimos, Overton compartiría su reclamo de 2.6 km² con su socio. Overton vendió luego su mitad del terreno a Francis W. Pettygrove de Portland (Maine). Pettygrove y Lovejoy deseaban dar a la ciudad el mismo nombre que su pueblo natal. Para ver quien le ponía el nombre, tiraron una moneda al aire y ganó Pettygrove.[cita requerida]
En la época de su incorporación en 1851, Portland tenía más de ochocientos habitantes, un tren de vapor, un hotel en una cabaña y un periódico, el Semanal de Oregón. Para 1879, la población había crecido hasta los 17.500 habitantes.
La localización de Portland, junto al océano Pacífico, el río Columbia y el valle de Tualatin, le dio ventaja sobre los otros puertos cercanos y la hizo crecer rápidamente. La ciudad se transformó en el mayor puerto del Pacífico Noroeste, y permaneció así a lo largo del siglo XIX hasta ser superada por Seattle en 1890. Durante este tiempo, proliferaban actividades ilegales como la trata de blancas y el secuestro de hombres para ser utilizados como esclavos en los navíos. Fue una práctica tan común que una red de túneles subterráneos, conocida como el «Metro de Portland», fue construido para efectuar tales prácticas criminales toleradas por las autoridades. La primera referencia de Portland como la «Ciudad de las rosas» fue hecha por visitantes de la Iglesia Episcopal en 1888. El apodo creció en popularidad después de 1905, durante la Exposición de Lewis y Clark, donde el alcalde Harry Lane sugirió que esta ciudad necesitaba tener un «festival de las rosas». El primer Festival de las rosas de Portland se realizó dos años después y aún sigue siendo la mayor fiesta anual de la ciudad cien años después.

## Geografía

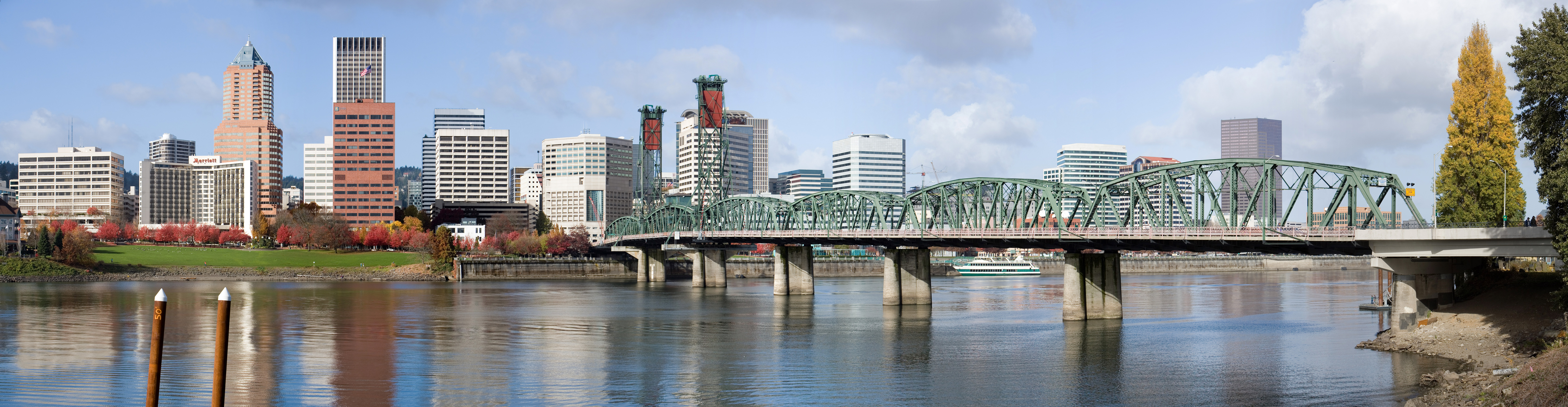
Panorámica del centro de Portland. El puente de Hawthorne visto desde un muelle en el río Willamette, cerca del Museo de Ciencia e Industria (OMSI).

Portland se encuentra ubicada en las coordenadas 45°31′12″N 122°40′55″O / 45.52000, -122.68194. La ciudad tiene una superficie de 375.77 km², de los cuales 345.57 km² corresponden a tierra y 30.20 km² (8.04 %) a agua. El río Willamette atraviesa la ciudad de norte a sur, mientras que el río Columbia se encuentra al norte, separando a Portland de la ciudad de Vancouver en el estado de Washington.

### Localidades adyacentes
La ciudad limita al norte con la ciudad de Vancouver; al este con la ciudad de Gresham; al sur con las ciudades de Happy Valley, Milwaukie y Lake Oswego; y al oeste con Tigard, Beaverton, Garden Home-Whitford, Raleigh Hills, West Slope, West Haven-Sylvan y Cedar Mill. Además, la ciudad de Maywood Park es un enclave de Portland.
El siguiente diagrama muestra las localidades más cercanas de Portland en un radio de 12 km. 

### Clima
| Parámetros climáticos promedio de Portland, Oregon (PDX), normales 1991‑2020, extremos 1940‑presente | Parámetros climáticos promedio de Portland, Oregon (PDX), normales 1991‑2020, extremos 1940‑presente | Parámetros climáticos promedio de Portland, Oregon (PDX), normales 1991‑2020, extremos 1940‑presente | Parámetros climáticos promedio de Portland, Oregon (PDX), normales 1991‑2020, extremos 1940‑presente | Parámetros climáticos promedio de Portland, Oregon (PDX), normales 1991‑2020, extremos 1940‑presente | Parámetros climáticos promedio de Portland, Oregon (PDX), normales 1991‑2020, extremos 1940‑presente | Parámetros climáticos promedio de Portland, Oregon (PDX), normales 1991‑2020, extremos 1940‑presente | Parámetros climáticos promedio de Portland, Oregon (PDX), normales 1991‑2020, extremos 1940‑presente | Parámetros climáticos promedio de Portland, Oregon (PDX), normales 1991‑2020, extremos 1940‑presente | Parámetros climáticos promedio de Portland, Oregon (PDX), normales 1991‑2020, extremos 1940‑presente | Parámetros climáticos promedio de Portland, Oregon (PDX), normales 1991‑2020, extremos 1940‑presente | Parámetros climáticos promedio de Portland, Oregon (PDX), normales 1991‑2020, extremos 1940‑presente | Parámetros climáticos promedio de Portland, Oregon (PDX), normales 1991‑2020, extremos 1940‑presente | Parámetros climáticos promedio de Portland, Oregon (PDX), normales 1991‑2020, extremos 1940‑presente |
| Mes                                                                                                  | Ene.                                                                                                 | Feb.                                                                                                 | Mar.                                                                                                 | Abr.                                                                                                 | May.                                                                                                 | Jun.                                                                                                 | Jul.                                                                                                 | Ago.                                                                                                 | Sep.                                                                                                 | Oct.                                                                                                 | Nov.                                                                                                 | Dic.                                                                                                 | Anual                                                                                                |
| --- | --- | --- | --- | --- | --- | --- | --- | --- | --- | --- | --- | --- | --- |
| Temp. máx. abs. (°C)                                                                                 | 18.9                                                                                                 | 21.7                                                                                                 | 26.7                                                                                                 | 32.2                                                                                                 | 37.8                                                                                                 | 46.7                                                                                                 | 41.7                                                                                                 | 42.2                                                                                                 | 40.6                                                                                                 | 33.3                                                                                                 | 22.8                                                                                                 | 18.3                                                                                                 | 46.7                                                                                                 |
| Temp. máx. media (°C)                                                                                | 8.6                                                                                                  | 10.8                                                                                                 | 13.8                                                                                                 | 16.7                                                                                                 | 20.7                                                                                                 | 23.5                                                                                                 | 27.7                                                                                                 | 27.9                                                                                                 | 24.8                                                                                                 | 18                                                                                                   | 11.9                                                                                                 | 8.3                                                                                                  | 17.7                                                                                                 |
| Temp. media (°C)                                                                                     | 5.5                                                                                                  | 6.7                                                                                                  | 9.1                                                                                                  | 11.6                                                                                                 | 15.2                                                                                                 | 17.9                                                                                                 | 21.2                                                                                                 | 21.4                                                                                                 | 18.6                                                                                                 | 13.1                                                                                                 | 8.4                                                                                                  | 5.3                                                                                                  | 12.8                                                                                                 |
| Temp. mín. media (°C)                                                                                | 2.3                                                                                                  | 2.7                                                                                                  | 4.3                                                                                                  | 6.5                                                                                                  | 9.7                                                                                                  | 12.3                                                                                                 | 14.7                                                                                                 | 14.9                                                                                                 | 12.3                                                                                                 | 8.2                                                                                                  | 4.8                                                                                                  | 2.3                                                                                                  | 7.9                                                                                                  |
| Temp. mín. abs. (°C)                                                                                 | -18.9                                                                                                | -19.4                                                                                                | -7.2                                                                                                 | -1.7                                                                                                 | -1.7                                                                                                 | 3.9                                                                                                  | 6.1                                                                                                  | 6.7                                                                                                  | 1.1                                                                                                  | -3.3                                                                                                 | -10.6                                                                                                | -14.4                                                                                                | -19.4                                                                                                |
| Precipitación total (mm)                                                                             | 127.8                                                                                                | 93.5                                                                                                 | 100.8                                                                                                | 73.4                                                                                                 | 63.8                                                                                                 | 41.4                                                                                                 | 13                                                                                                   | 13.7                                                                                                 | 38.6                                                                                                 | 86.9                                                                                                 | 138.4                                                                                                | 146.6                                                                                                | 937.8                                                                                                |
| Nevadas (cm)                                                                                         | 4.3                                                                                                  | 3 | 0.3                                                                                                  | 0 | 0 | 0 | 0 | 0 | 0 | 0 | 0 | 3 | 10.7                                                                                                 |
| Días de precipitaciones (≥ 0.2 mm)                                                                   | 18.7                                                                                                 | 15.7                                                                                                 | 17.8                                                                                                 | 17.4                                                                                                 | 13.2                                                                                                 | 9.2                                                                                                  | 3.7                                                                                                  | 3.6                                                                                                  | 6.7                                                                                                  | 13.5                                                                                                 | 18.3                                                                                                 | 19.2                                                                                                 | 157.0                                                                                                |
| Días de nevadas (≥ 0.2 cm)                                                                           | 1.0                                                                                                  | 0.7                                                                                                  | 0.3                                                                                                  | 0.0                                                                                                  | 0.0                                                                                                  | 0.0                                                                                                  | 0.0                                                                                                  | 0.0                                                                                                  | 0.0                                                                                                  | 0.0                                                                                                  | 0.1                                                                                                  | 0.8                                                                                                  | 2.9                                                                                                  |
| Horas de sol                                                                                         | 85.6                                                                                                 | 116.4                                                                                                | 191.1                                                                                                | 221.1                                                                                                | 276.1                                                                                                | 290.2                                                                                                | 331.9                                                                                                | 298.1                                                                                                | 235.7                                                                                                | 151.7                                                                                                | 79.3                                                                                                 | 63.7                                                                                                 | 2340.9                                                                                               |
| Humedad relativa (%)                                                                                 | 80.9                                                                                                 | 78.0                                                                                                 | 74.6                                                                                                 | 71.6                                                                                                 | 68.7                                                                                                 | 65.8                                                                                                 | 62.8                                                                                                 | 64.8                                                                                                 | 69.4                                                                                                 | 77.9                                                                                                 | 81.5                                                                                                 | 82.7                                                                                                 | 73.2                                                                                                 |
| Fuente: NOAA (humedad y horas de sol 1961‑1990)                                                      | | | | | | | | | | | | | |

## Demografía
Según el censo de 2010, Portland tenía una población de 583 776 habitantes. El 76.1 % de la población era blanca, el 7.1 % asiática, el 6.3 %  afroamericana, el 1.0 % amerindia o nativo de Alaska, el 0.5 % isleña del Pacífico o nativo de Hawái, el 4.2 % de otras etnias y el 4.7 % de dos o más etnias. Del total de la población, el 9.4 % era de origen hispano o latino.
Según la Oficina del Censo en 2000 los ingresos medios por hogar en la localidad eran de 40 146 dólares, y los ingresos medios por familia eran 50 271 dólares. Los hombres tenían unos ingresos medios de 35 279 dólares frente a los 29 344 dólares para las mujeres. La renta per cápita para la localidad era de 22 643 dólarres. Alrededor del 8.5 % de la población estaban por debajo del umbral de pobreza.
En 2012, el periódico británico The Guardian incluyó a Portland en la lista de los cinco mejores sitios del mundo para vivir, junto al distrito de Cihangir, en Estambul; el distrito de Sankt Pauli, en Hamburgo; la costa norte de Maui en Hawái y la ciudad de Santa Cruz de Tenerife, en España.

## Gobierno
La ciudad de Portland es administrada por un alcalde, cuatro comisionados y un auditor, elegidos por un periodo de cuatro años. El alcalde de la ciudad desde el 2017 es Ted Wheeler.

## Economía

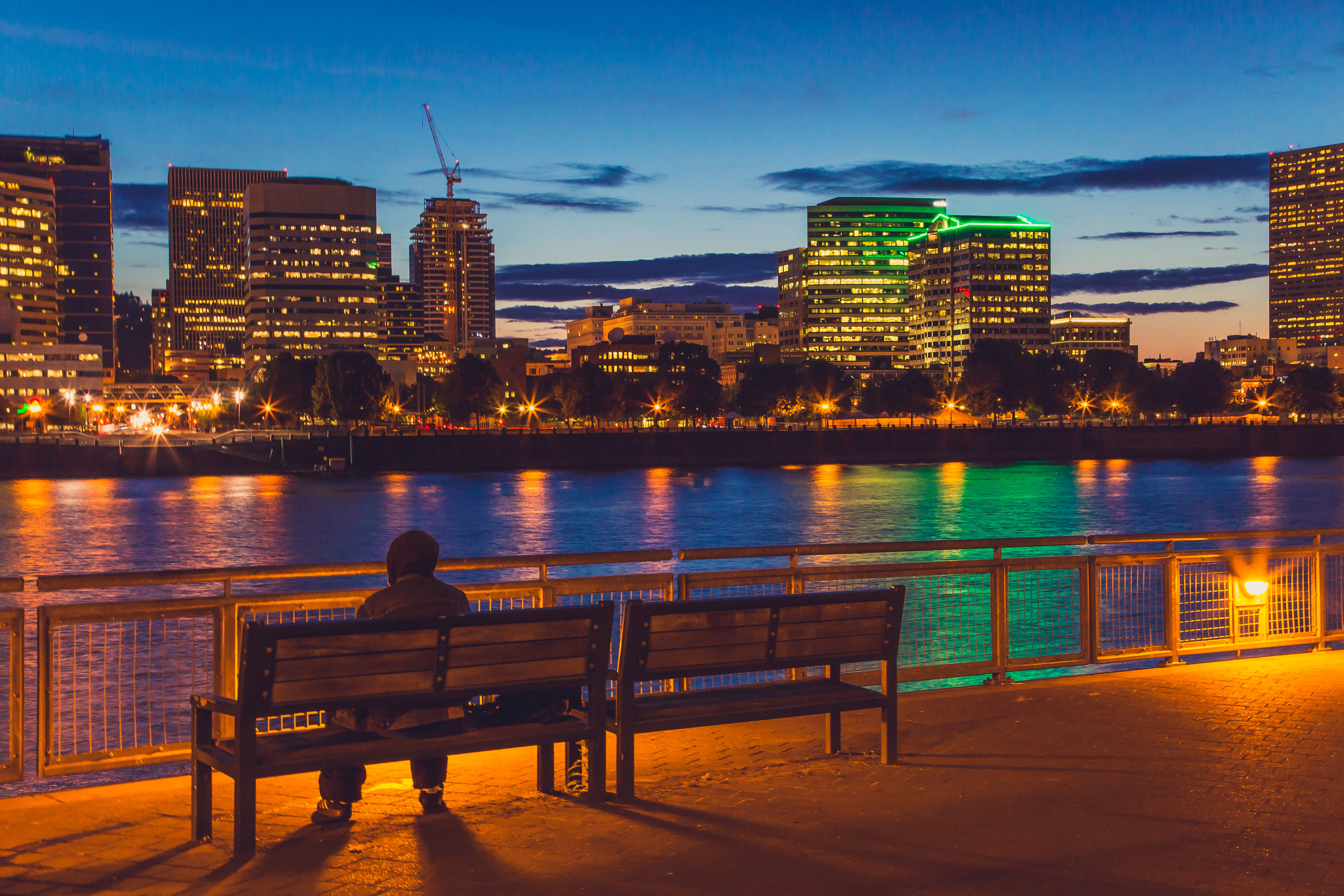
Skyline nocturno de Portland.

Portland es el centro económico del estado de Oregón y forma parte de la región económica del Noroeste del Pacífico. Su localización al norte de la costa oeste de los EE. UU. le ha permitido acoger numerosas fábricas y empresas. Según la Oficina de Estadísticas de Trabajo de EE. UU., la economía está basada en el transporte de mercancías, los servicios profesionales —incluyendo a las firmas tecnológicas—, los servicios sanitarios, la manufactura y la siderurgia.
Históricamente, el desarrollo de Portland ha estado ligado a la conexión de los ríos Willamette y Columbia al océano Pacífico, por las que se convirtió en un embarcadero natural para la industria local, los mineros y las comunidades agrícolas. Esta condición dio lugar a las principales infraestructuras de transporte: el puerto de Portland (1891), el aeropuerto internacional (1926) y las autopistas interestatales. El puerto mueve un total de trece millones de toneladas de cargamento en sus cuatro terminales, lo que le convierte en el tercero más importante del Noroeste del Pacífico, mientras que por el aeropuerto pasa el 95 % de toda la carga aérea de Oregón. Portland es también el mayor paso de trigo de EE. UU.
Debido al alto número de bosques en Oregón, la industria maderera fue base de la economía local a lo largo del siglo XX, si bien ya no es el sector más relevante. Lo mismo sucede con la siderurgia, cuyo apogeo se produjo durante la década de 1950. Schnitzer Steel Industries, fundada en 1906, es la principal firma de la costa oeste dedicada a la fabricación de acero y reciclaje de chatarra, y continúa siendo una empleadora importante pese al cambio de modelo. Otras representantes de la industria pesada son ESCO Corporation (1913), Oregon Steel Mills (1926, propiedad de Evraz) y Precision Castparts (1953).
Hoy en día, Portland es reconocida por el alto volumen de empresas del sector tecnológico, muchas de ellas empresas emergentes, y también cuenta con varios centros de formación. Se estima que hay más de 1200 compañías tecnológicas solo en el núcleo urbano, ya sea con sede central o delegación. Tal densidad le ha llevado a ser apodada Silicon Forest, en analogía a la californiana Silicon Valley. El fabricante de circuitos integrados Intel Corporation da trabajo a más de 18 900 habitantes, lo que le convierte en el mayor empleador de la ciudad. En menor medida, las multinacionales Google, Tektronix, Hewlett-Packard, Xerox, eBay Microsoft y Amazon tienen oficinas en la ciudad.
La economía local también depende de la fabricación de ropa deportiva. Nike fue fundada en el condado de Washington en 1964 y mantiene su sede en Beaverton, a once kilómetros del centro de Portand, dando empleo a más de 5700 habitantes. En la ciudad también se encuentran las delegaciones para América del Norte de marcas como Adidas, Dr. Martens, Li Ning, Columbia Sportswear, LaCrosse Footwear y Keen entre otros. Otras empresas relevantes son el estudio de animación Laika, el fabricante de vehículos comerciales Daimler Trucks North America, los supermercados Fred Meyer, la agencia de publicidad Wieden+Kennedy —estrechamente vinculada a las campañas de Nike— y el Umpqua Bank.

## Educación

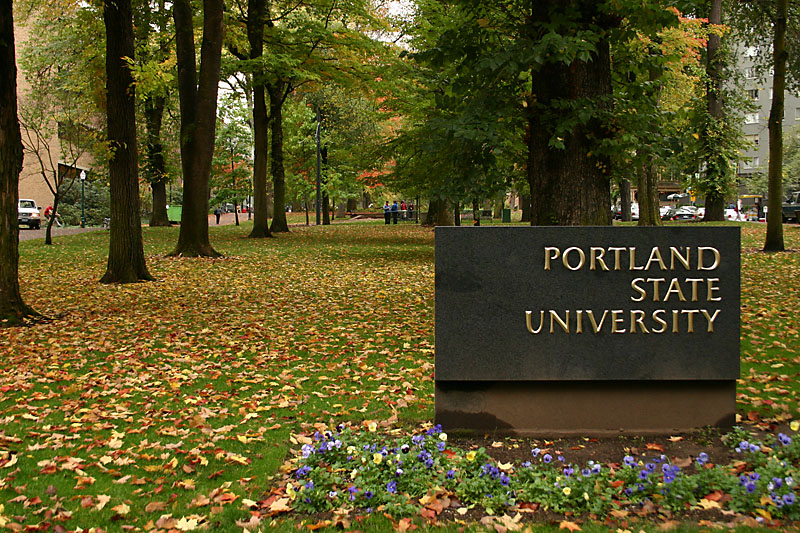
Entrada de la Universidad Estatal de Portland.

Portland cuenta con 181 escuelas públicas, ciento veinte escuelas privadas, y varias instituciones de educación diferenciada y universidades públicas y privadas.
La educación pública está dividida en seis distritos escolares. En 1851 se fundó el que es hoy el más grande: Escuelas Públicas de Portland (Portland Public Schools, PPS), con setenta y ocho centros de enseñanza y 48 000 alumnos inscritos. El primer instituto de secundaria, Lincoln High School, fue inaugurado en 1869 y corresponde al mismo distrito. Siempre en función de las comunidades residentes, los centros de la PPS ofrecen programas de inmersión lingüística en varios idiomas, entre ellos el español. El segundo distrito en importancia es el de David Douglas, al este de la ciudad.
En lo que respecta a la educación privada, la mayoría de colegios tienen adscripción religiosa.

### Educación superior
La Universidad Estatal de Portland (Portland State University, PSU), inaugurada en 1946, es la universidad pública de la ciudad. Cuenta con cerca de 28 000 alumnos, lo que la convierte en la segunda más grande del estado por detrás de la Universidad Estatal de Oregón (Corvallis).
La PSU está compuesta por siete campus que ofrecen aproximadamente ciento veinte licenciaturas y ciento diez posgrados, con especial reconocimiento en sus programas de administración sanitaria, trabajo social, relaciones públicas y rehabilitación según el ranking de la revista U.S. News & World Report en 2016. Otros centros destacados son la Universidad de Salud y Ciencia de Oregón (OHSU) y el Colegio Comunitario de Portland.
Por su parte, la Universidad de Portland (1901) es la mayor universidad privada y decana de la ciudad. Dispone de doce campus y más de cuatro mil alumnos que cursan estudios en seis divisiones: artes y ciencias, administración de empresas, educación, ingeniería, enfermería y títulos de grado. Dicho centro está afiliado a la Congregación de Santa Cruz. Junto a él destacan dos universidades de artes liberales: la Reed College y la Lewis & Clark College.

## Cultura

### Música

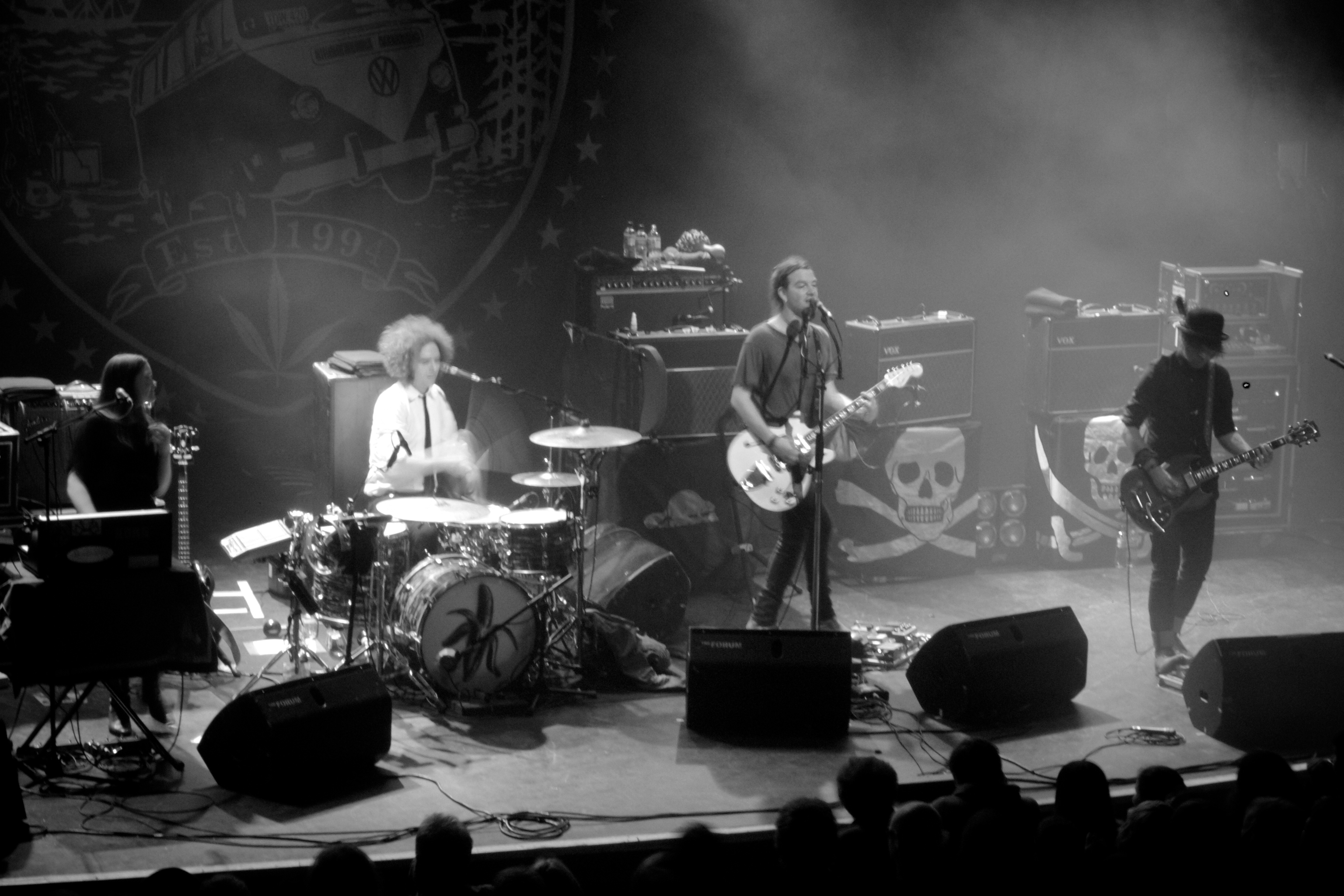
El mayor éxito de The Dandy Warhols es Bohemian Like You (2001).

La escena musical de Portland ha deparado artistas populares en distintos géneros. Los pioneros son The Kingsmen, cuya versión del Louie Louie de 1963 fue un éxito internacional. Después llegaron otros como Quarterflash, Wipers (años 1980), The Dandy Warhols, Pink Martini, Elliott Smith (años 1990), The Decemberists, The Shins (años 2000) y Sleater-Kinney (años 2010). La cantante de jazz Esperanza Spalding, ganadora del Grammy a la mejor artista revelación en 2011, es natural de la localidad.
Durante la década de 1980 surgieron grupos locales de punk, grunge y rock alternativo en torno al club nocturno Satyricon, cerrado en 2011. Este local es célebre porque allí Courtney Love conoció a su pareja Kurt Cobain y a la guitarrista Kat Bjelland, con quien fundó Hole. Años más tarde se consolidarían las instituciones de música alternativa y de música culta, entre ellas la Orquesta Sinfónica de Oregón. Para grandes conciertos se recurre al parque Edgefield y al estadio Providence Park.
El diario británico The Guardian ha definido la escena musical de Portland como una «de las más vibrantes» de EE. UU.

### Cine y televisión
El director Gus Van Sant ha ambientado varias de sus películas en Portland, incluyendo Mala noche (1985), Drugstore cowboy (1989) y My own private Idaho (1991). De igual modo, se han rodado producciones comerciales como Body of evidence (con Willem Dafoe y Madonna), Mr. Holland's opus, Freddy got fingered, The hunted, John Tucker must die y Blue like jazz.
Muchas salas, teatros y auditorios cuentan con llamativas luces de neón en las fachadas que se han convertido por sí mismas en atractivo turístico. Existen cines que venden cerveza durante las proyecciones, práctica conocida como «sesiones brew and view». 
En octubre se celebra el festival de cine H. P. Lovecraft film festival, dedicado al escritor de ciencia ficción, en el Hollywood Theatre.
En 2011 se han estrenado dos series de televisión basadas en la ciudad: Grimm, ficción sobrenatural de detectives emitida en NBC, y Portlandia, comedia de sketches de Fred Armisen y Carrie Brownstein. Esta última ha parodiado el estilo de vida alternativo y liberal de la ciudad a través de las contradicciones de los personajes. Otras series ambientadas allí son Leverage, The real world: Portland, The librarians, Life unexpected y You me her.
Matt Groening, creador de “Los Simpson”, pasó su infancia en Portland, Oregón. Al desarrollar la serie, se inspiró en su entorno para nombrar a varios personajes, utilizando nombres de calles de Portland. Por ejemplo, Ned Flanders toma su nombre de Flanders Street, el reverendo Lovejoy de Lovejoy Street y el alcalde Quimby de Quimby Street.

### Museos

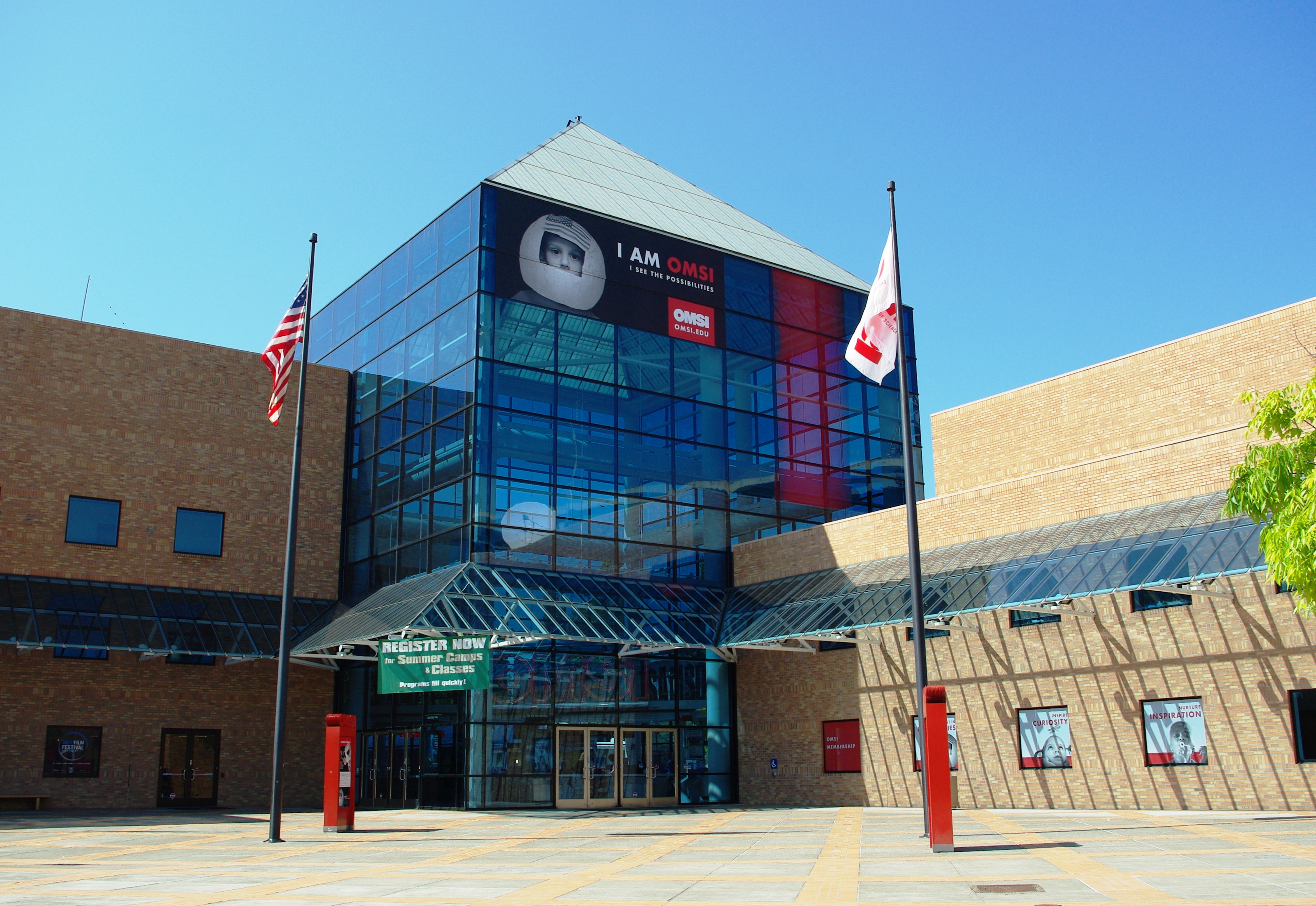
Entrada del Museo de Ciencia e Industria de Oregón (OMSI).

Portland es un importante punto museístico en Oregón. El Museo de Ciencia e Industria de Oregón (OMSI) se especializa en ciencias naturales, tecnología e industria, a través de sus instalaciones que incluyen laboratorios, un planetario, IMAX y cinco salas de exhibición. Allí se expone de forma permanente el submarino USS Blueblack que se utilizó en el rodaje de La caza del Octubre Rojo.
El Museo de Arte de Portland es una de las veinticinco mayores pinacotecas de los Estados Unidos, con una superficie de 22 000 m². Fue fundado en 1892, lo que le convierte en el primer museo de arte en la Costa Oeste y en el séptimo más antiguo del país. Su colección permanente está formada por más de cuarenta mil obras de arte, entre ellas Oreja de buey de Vincent van Gogh y varios cuadros de la serie Nenúfares de Claude Monet. Además se incluyen muestras nativo americanas, arte contemporáneo, arte asiático, esculturas al aire libre y películas.
Otros centros reseñables son el Museo de Historia de Oregón, el Museo Infantil de Oregón, y The Peculiarium, dedicado a objetos extraños y a la ciencia ficción.

### Gastronomía
Portland proclama ser la ciudad con más cervecerías y microcervecerías del mundo, al contar con sesenta activas en el límite urbano y más de noventa en el área metropolitana. La tendencia de la cervecería artesanal comenzó en 1985, cuando el estado de Oregón aprobó una ley que permitía a los bares vender su propia cerveza. Desde entonces se ha impulsado el consumo de bebidas locales elaboradas con variedades locales de la cebada y el lúpulo, e incluso se han generado negocios como la franquicia de pubs McMenamins, con presencia en Washington y Oregón. 
Cuando Portland superó a Colonia en número de cervecerías, los habitantes empezaron a apodarla «Beervana» (acrónimo entre beer y nirvana).
En el ámbito de la restauración, destaca por su defensa del consumo local, sus puestos de comida callejera y camiones restaurantes —con más de seiscientas licencias para estas—, por sus cafeterías y por el alto número de negocios especializados en vegetarianismo. En 2014, el Washington Post puso a Portland en cuarto lugar de su clasificación de mejores destinos gastronómicos de los Estados Unidos. El periodista Ed Levine, creador de Serious Eats y colaborador de New York Times, ha definido al restaurante Apizza Scholls como una de las cinco mejores pizzerías del país.

## Transporte

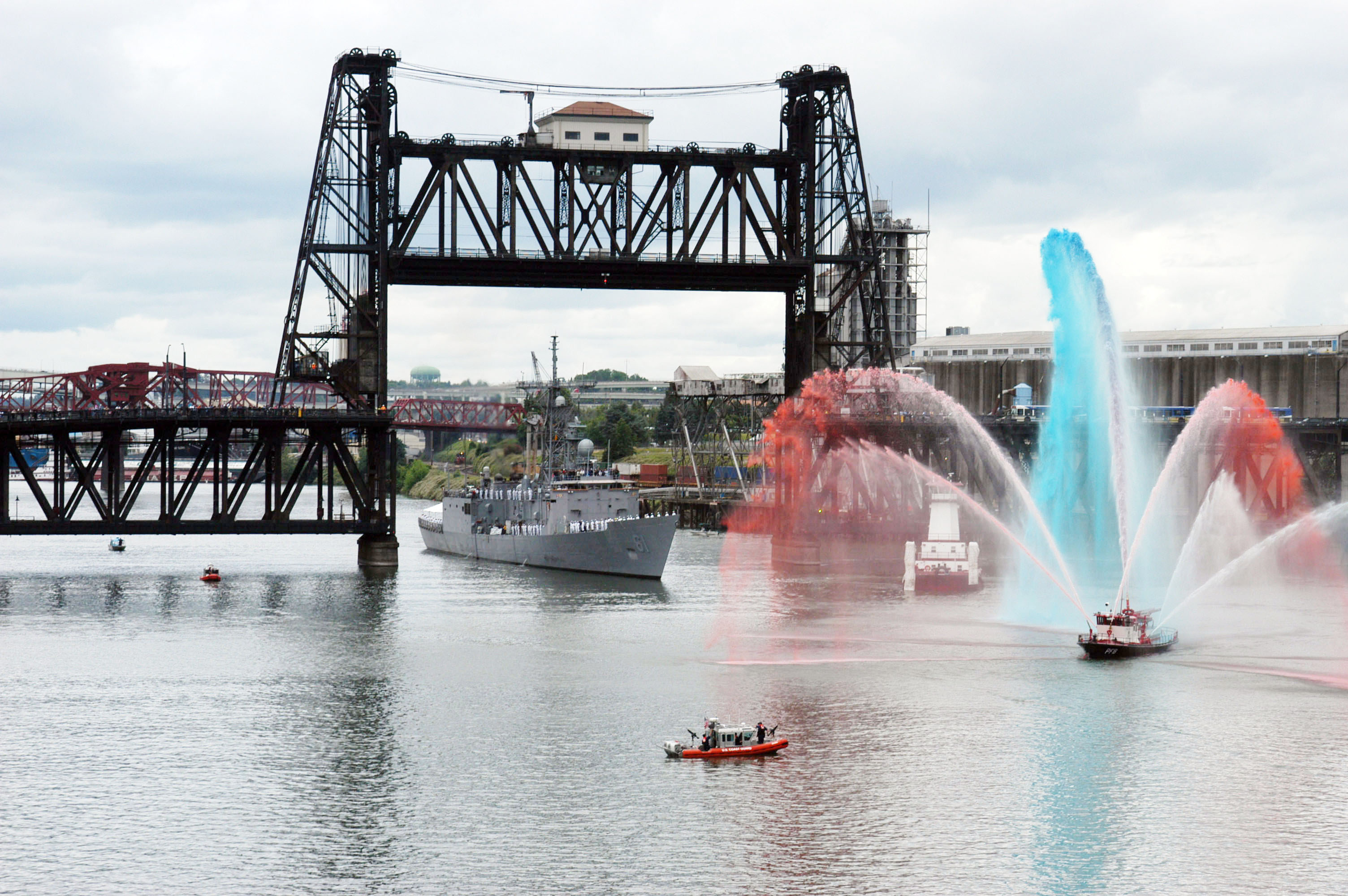
Steel Bridge, inaugurado en 1888 y abierto al tráfico en 1912, es el primer puente de la ciudad.

El transporte en el área metropolitana de Portland está orientado al automóvil, igual que en el resto de grandes ciudades estadounidenses. Sin embargo, el estado de Oregón ha impulsado medidas de transporte público vinculadas al límite de crecimiento urbano, que han servido para incrementar su uso y la han convertido en pionera del desarrollo orientado al tránsito.
Asimismo, Portland —con un 8 % de traslados hechos en bicicleta— se distingue por la importancia del ciclismo urbano como modo de transporte, siendo la gran ciudad estadounidense con mayor tránsito ciclista y uno de los referentes internacionales en el uso de este medio de locomoción.
Portland es célebre por los numerosos puentes que atraviesan tanto el río Willamette como el río Columbia, razón por la que ha sido apodada Bridgetown («ciudad de puentes»).
El primer servicio de transporte colectivo fue un tranvía de tracción animal de la Portland Street Railway Company, fundada en 1872 por el empresario Ben Holladay. Años después se crearon líneas de transbordadores que conectaban los barrios separados por el río Willamette antes de que se construyera el puente Steel Bridge (1888). En 1889 se estrenó la primera línea de tranvía eléctrico.
La autoridad portuaria y aeroportuaria es la compañía estatal Port of Portland. La sociedad fue inaugurada en 1891 junto con la apertura del puerto y hoy gestiona cuatro terminales marinas, siete polígonos industriales y tres aeródromos, incluyendo el aeropuerto internacional.

### Autovías
La mayoría de carreteras dentro del casco urbano son de una sola dirección, mientras que en el resto hay de dos direcciones. Portland está conectada a las siguientes carreteras:
- Sistema Interestatal de Autopistas: 5, 84, 205 y 405.
- Red de Carreteras Federales: 26, 30 y 30 Business.
- Red de Carreteras de Oregón: 8, 10, 43, 99E, 99W, 210, 212, 213, 217, 219 y 224.

Algunos tramos de carretera de la avenida Harbor Drive han sido peatonalizados.

### Transporte colectivo

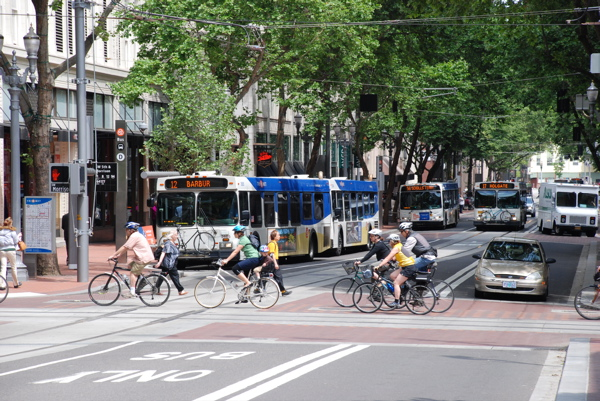
Carril reservado para transporte público en el centro de Portland.

Portland tiene un amplio sistema de transporte colectivo, tanto en el casco urbano como en el área metropolitana. Según la Oficina del Censo de los Estados Unidos en 2014, el 11.9 % de la población se desplazaba en transporte público para ir a trabajar y el 6.1 % iba en bicicleta, un ratio superior al de otras grandes ciudades. Además, el uso del coche para desplazamientos cortos había disminuido.
El servicio de autobuses y tren ligero es operado por TriMet, empresa pública que también presta servicio a los condados de Multnomah, Clackamas y Washington. TriMet cuenta con más de ochenta líneas de autobús, el tren ligero de Portland (MAX, cinco líneas) y un tren de cercanías (Westside Express Service) para las localidades del sureste. Por su parte, el Ayuntamiento gestiona el Tranvía de Portland y encarga el mantenimiento de los vehículos al servicio estatal. El centro cuenta con un carril reservado para autobuses y tren ligero.

### Ferrocarril
La principal estación ferroviaria es la Union Station de Portland, inaugurada en 1896 y actual centro de operaciones de Amtrak, la red estatal interurbana de trenes. Hay tres líneas con parada en la estación central:
- Amtrak Cascades — Vancouver - Eugene (Oregón).
- Coast Starlight — Seattle - Los Ángeles.
- Empire Builder — Chicago - Portland/Seattle.

La Union Station de Portland forma parte del Registro Nacional de Lugares Históricos de Oregón.

### Transporte aéreo

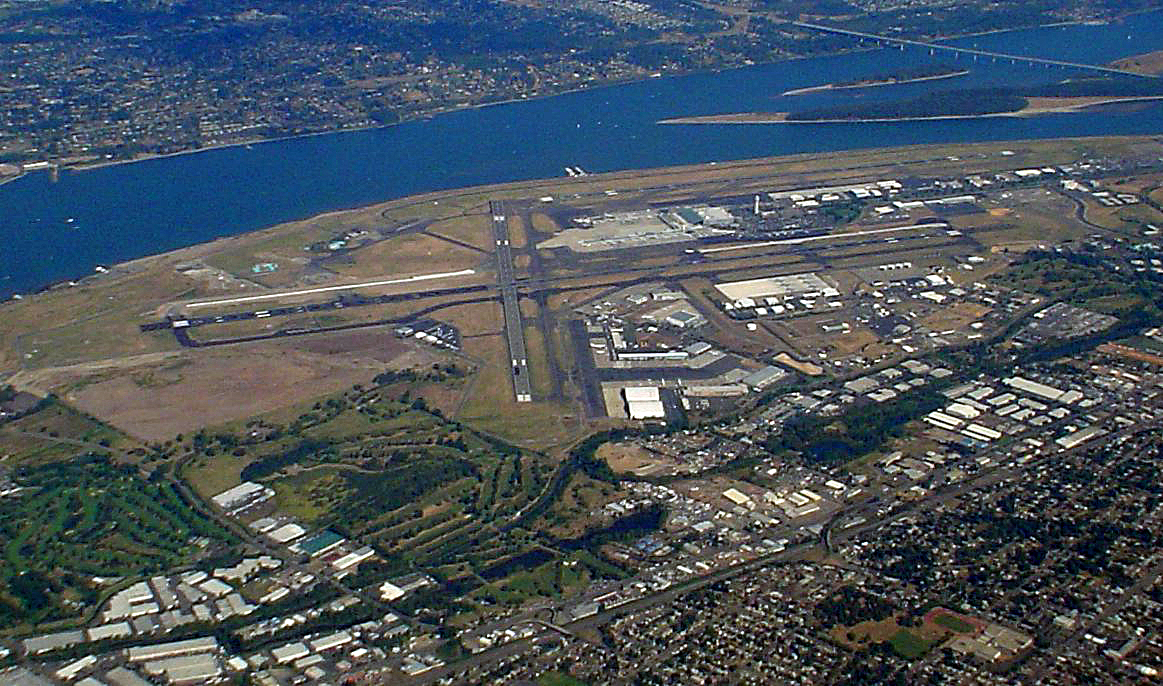
Aeropuerto de Portland.

El aeropuerto internacional de Portland (IATA: PDX) es el principal aeropuerto civil-militar de Oregón, al representar el 90 % de los viajes de pasajeros (cerca de diecisiete millones de usuarios) y más del 95 % de la carga aérea del estado. Se encuentra dentro de los límites de la ciudad, a doce kilómetros del centro urbano. Es utilizado en su mayoría para vuelos al oeste de Estados Unidos, aunque también cuenta con tránsitos internacionales hacia Vancouver, Calgary (Canadá) y otras urbes americanas y europeas. Las principales aerolíneas que operan allí son Alaska Airlines, Southwest, Horizon Air y Delta.
La instalación está conectada a la red pública de transportes, a través de la línea MAX Red Line de tren ligero.
Existen dos aeropuertos auxiliares que sólo se utilizan para vuelos chárter, clases de vuelo y situaciones de emergencia: Portland-Hillsboro (IATA: HIO) y Portland-Troutdale (IATA: TTD).

## Deportes

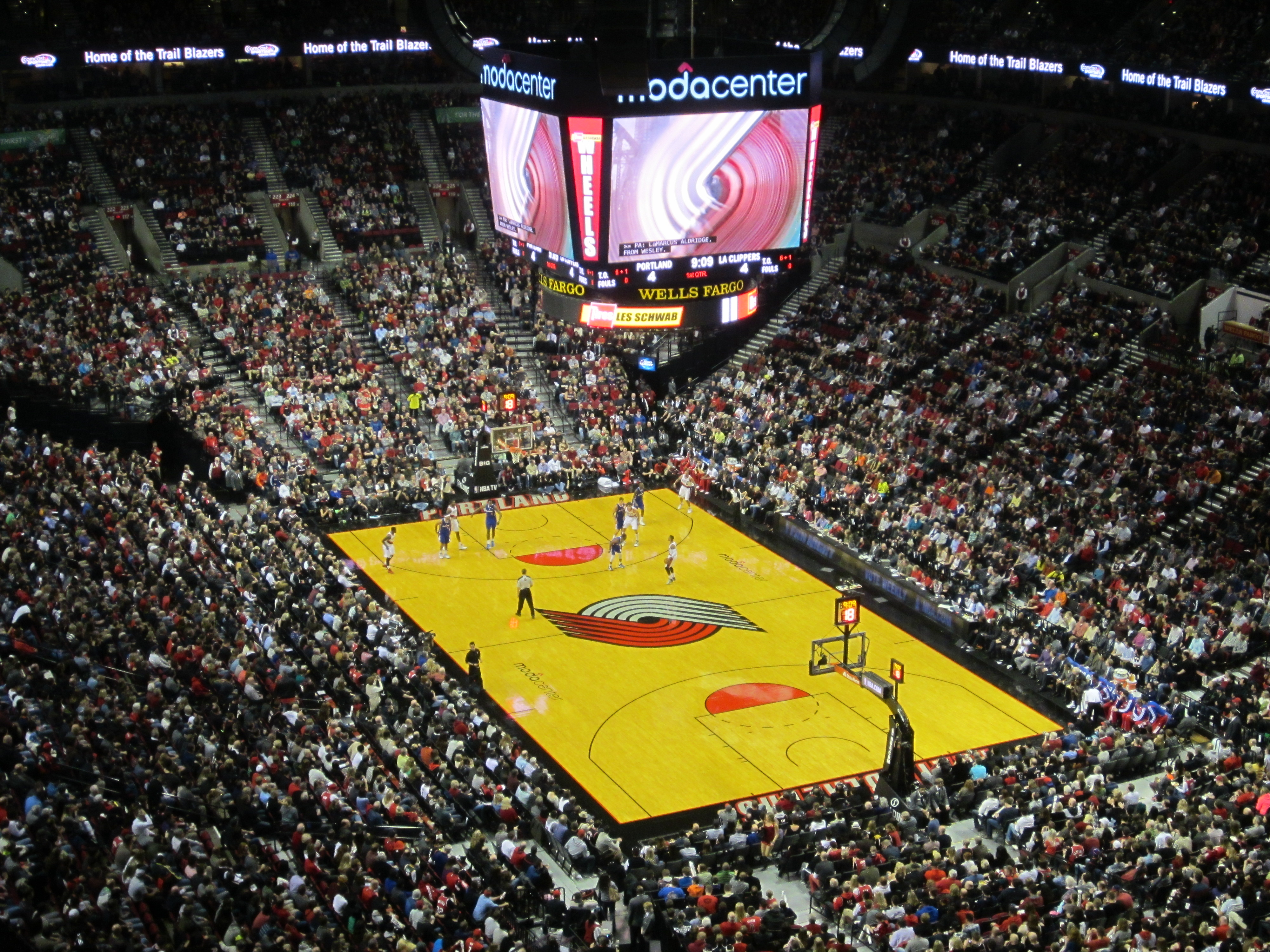
Interior del Moda Center en un partido de los Portland Trail Blazers.

El equipo representativo de Portland en las grandes ligas deportivas estadounidenses es Portland Trail Blazers, franquicia de baloncesto que compite en la NBA desde su fundación en 1970. Su mayor logro deportivo fue en 1977. En la extensa historia de la franquicia han pasado jugadores de la talla de Bill Walton, Lenny Wilkens, Clyde Drexler, Arvydas Sabonis, Dražen Petrović, Scottie Pippen y Damian Lillard. Disputa sus partidos en el Moda Center (antiguo Rose Garden), un pabellón polideportivo multiusos con aforo para 20 000 espectadores. Los Blazers son además una de las franquicias NBA con mayor apoyo del público; desde 1977 hasta 1995, el equipo llenó su estadio durante 815 partidos en casa consecutivos, siendo la mayor racha en la historia del deporte profesional estadounidense. 

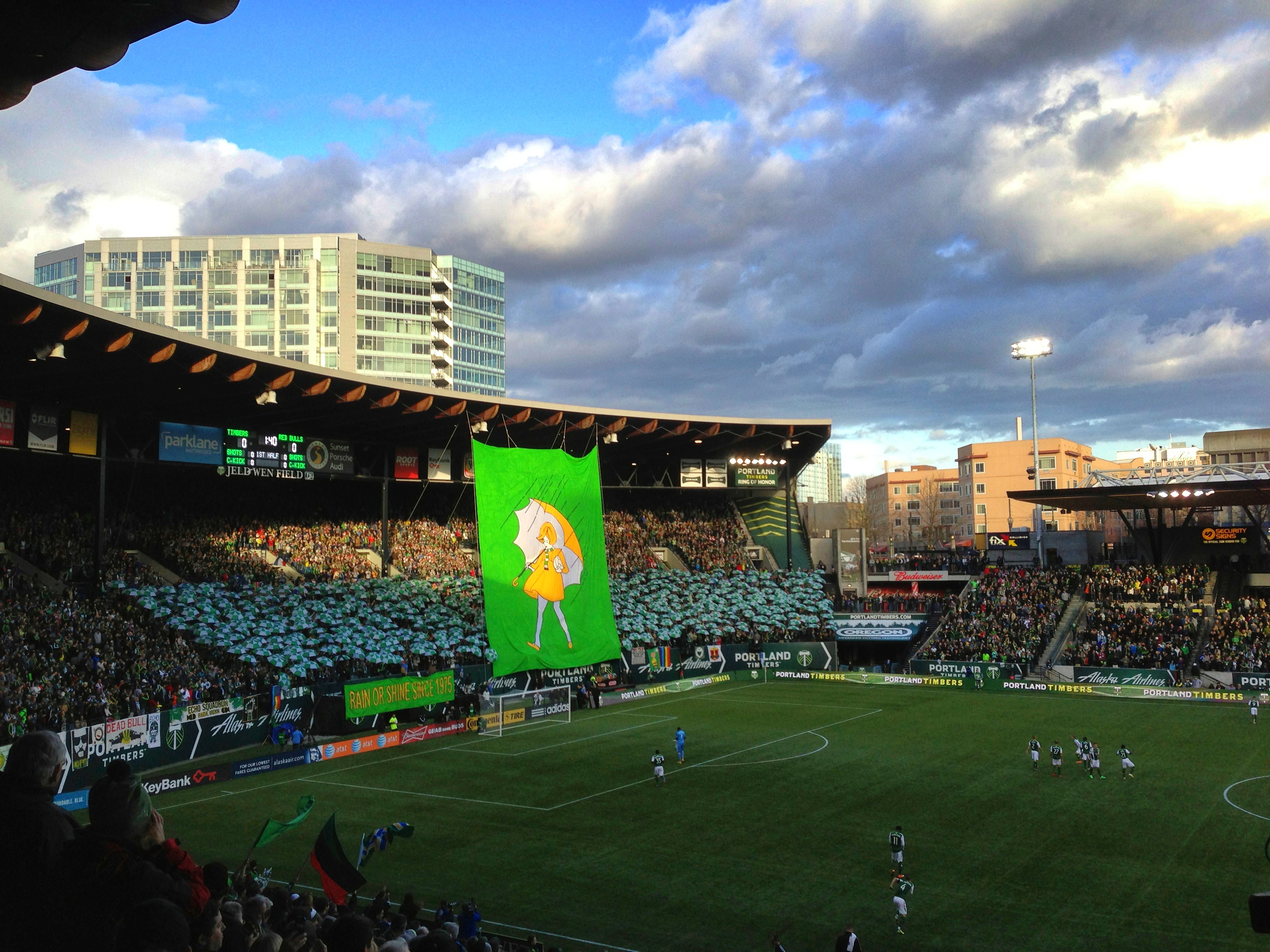
Aficionados de Portland Timbers en Providence Park, una antigua cancha de béisbol reconvertida en campo de fútbol.

Portland es una de las ciudades estadounidenses donde el fútbol goza de gran popularidad, al contar con equipo masculino (Portland Timbers, MLS) y femenino (Portland Thorns, NWSL). Los Timbers nacieron en 2009 sobre las bases de un club anterior, y su mayor logro fue conquistar el campeonato de liga en 2015. Ambos conjuntos disputan sus partidos en Providence Park, una antigua cancha de béisbol que fue reconvertida en campo de fútbol; con una capacidad de 22 000 espectadores, se trata de uno de los estadios más concurridos del país.
Más allá de los Trail Blazers y de los Timbers, Portland carece de franquicias en otras ligas importantes debido a la influencia de las áreas metropolitanas de Seattle y Vancouver en el Noroeste del Pacífico. En hockey sobre hielo su representante es Portland Winterhawks (WHL)
En deporte universitario, existe rivalidad entre los Portland Pilots de la Universidad de Portland y los Portland State Vikings de la Universidad Estatal de Portland, ambos con equipos en fútbol, baloncesto, fútbol americano y béisbol. También forma parte del área de influencia de la Universidad de Oregón (Oregon Ducks) y de la Universidad Estatal de Oregón (Oregon State Beavers).
Portland destaca por dos competiciones de carrera a pie: el maratón de Portland, celebrado desde 1972, y la carrera de larga distancia Hood to Coast. Es además la residencia de los atletas que participan en el Oregon Project, un plan de atletismo de alto rendimiento patrocinado por Nike y del que han formado parte los medallistas olímpicos Mo Farah y Galen Rupp.
En automovilismo, el circuito Portland International Raceway ha albergado carreras de coches, motocross y monoplazas. Fue sede de la extinta CAR/Champ Car desde 1984 hasta 2007. 
A 100 km del casco urbano se encuentra el alojamiento de montaña Timberline Lodge, en la ladera del monte Hood.
| Equipo                 | Deporte         | Competición | Estadio         | Creación |
| ---------------------- | --------------- | ----------- | --------------- | -------- |
| Portland Trail Blazers | Baloncesto      | NBA         | Moda Center     | 1970     |
| Portland Timbers       | Fútbol          | MLS         | Providence Park | 2009     |
| Portland Thorns        | Fútbol femenino | NWSL        | Providence Park | 2012     |

## Ciudadanos célebres

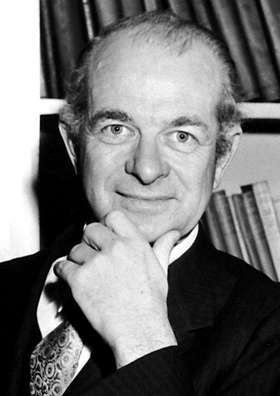
Linus Pauling ganó el premio Nobel de Química en 1954 y el premio Nobel de la Paz en 1962.

- Maude Kerns (1876-1965): artista vanguardista.
- Richmond K. Turner (1885-1961): almirante de la Armada de los Estados Unidos.
- John Reed (1887-1920): periodista y activista, autor de Diez días que estremecieron el mundo.
- Byron Haskin (1899-1984): director de cine.
- Linus Pauling (1901-1994): bioquímico y activista por la paz, dos veces ganador del Premio Nobel.
- Louis S. Goodman (1906-2000): farmacólogo, pionero de la quimioterapia.
- Arthur Dake (1910-2000): ajedrecista.
- Johnnie Ray (1927-1990): compositor y pianista.
- Ursula K. Le Guin (1929-2018): escritora.
- Phil Knight (1938): fundador de Nike.
- Dick Fosbury (1947): saltador de altura, inventor del «salto Fosbury».
- Gus Van Sant (1952): director de cine.
- Matt Groening (1954): dibujante, creador de Los Simpson y Futurama.
- Chuck Palahniuk (1962): escritor.
- Courtney Love (1964): cantante y compositora.
- Tonya Harding (1970): patinadora artística que pasó a la historia tras realizar un salto triple axel en combinación con un doble toe loop durante una competición internacional.
- Christina Hendricks (1975): actriz.
- Esperanza Spalding (1984): cantante de jazz, ganadora del Premio Grammy.
- Jinkx Monsoon (1987): drag queen, ganadora del célebre concurso de transformistas RuPaul’s Drag Race
- Della Dane (1984): actriz pornográfica.

## Ciudades hermanadas
Portland está hermanada con las siguientes nueve ciudades, ordenadas por año de colaboración:
- Sapporo, Japón (1959)
- Guadalajara, México (1983)
- Ascalón, Israel (1987)
- Ulsan, Corea del Sur (1987)
- Jabárovsk, Rusia (1988)
- Kaohsiung, República de China (1988)
- Suzhou, China (1988)
- Mutare, Zimbabue (1991)
- Bolonia, Italia (2003)